# 克萊班克斯鎮區 (密歇根州)
克萊班克斯鎮區（英語：Claybanks Township）是位於美國密歇根州奧希阿納縣的一個行政鎮區。

## 地方資料
克萊班克斯鎮區的面積為62.20平方千米，當中陸地面積為61.80平方千米，而水域面積為0.40平方千米。根據2020年美國人口普查的數據，當地共有人口855人，而人口密度為每平方千米13.75人。